# Wälder bei Blomberg
Wälder bei Blomberg este o arie protejată (arie specială de conservare — SAC, sit de importanță comunitară — SCI) din Germania întinsă pe o suprafață de 1.378,28 ha, integral pe uscat.

## Localizare
Centrul sitului Wälder bei Blomberg este situat la coordonatele 51°57′13″N 9°09′50″E / 51.9536°N 9.1639°E.

## Înființare
Situl Wälder bei Blomberg a fost declarat sit de importanță comunitară în martie 2001 pentru a proteja un număr necunoscut de specii din flora spontană și fauna sălbatică aflate în arealul zonei. Situl a fost protejat și ca arie specială de conservare în februarie 2005.

## Biodiversitate
Situată în ecoregiunea continentală, aria protejată conține 3 habitate naturale: Păduri de fag Luzulo-Fagetum, Păduri de fag Asperulo-Fagetum, Păduri aluvionare cu Alnus glutinosa și Fraxinus excelsior (Alno-Padion, Alnion incanae, Salicion albae).
La baza desemnării sitului se află un număr nedeclarat de specii protejate.